# Санту-Антониу-ду-Аракангуа
Санту-Антониу-ду-Аракангуа (порт. Santo Antônio do Aracanguá) — муниципалитет в Бразилии, входит в штат Сан-Паулу. Составная часть мезорегиона Арасатуба. Входит в экономико-статистический микрорегион Арасатуба. Население составляет 6874 человека на 2006 год. Занимает площадь 1 306,082 км². Плотность населения — 5,3 чел./км².

## История
Город основан 18 февраля 1923 года.

## Статистика
- Валовой внутренний продукт на 2003 составляет 207.048.883,00 реалов (данные: Бразильский институт географии и статистики).
- Валовой внутренний продукт на душу населения на 2003 составляет 30.011,43 реалов (данные: Бразильский институт географии и статистики).
- Индекс развития человеческого потенциала на 2000 составляет 0,754 (данные: Программа развития ООН).